# Blaž Slišković
Blaž "Baka" Slišković (Mostar, 30. svibnja 1959.) bosanskohercegovački je nogometaš i nogometni trener iz Bosne i Hercegovine.
Nadimak mu je bio "balkanski Maradona", a igrao je na poziciji veznog igrača. Bio je poznat po svojim čuvenim pogodcima iz kornera, tj. udaraca iz kuta.

## Igračka karijera

### Klupska karijera
Predviđali su mu veliku karijeru u inozemstvu, no jedan divljački start na njega mu je onemogućio napredak u karijeri i nastup na SP 1982. godine.
Statistika u Hajduku
| Natjecanje        | Nastupi | Zgoditci |
| ----------------- | ------- | -------- |
| Prvenstvo         | 101     | 21       |
| Kup               | 9       | 6        |
| Superkup          | 0       | 0        |
| Međunarodne       | 23      | 4        |
| Splitski podsavez | 0       | 0        |
| Ukupno            | 133     | 31       |
| Prijateljske      | 65      | 32       |
| Sveukupno         | 198     | 63       |

Što se međunarodne karijere tiče igrao je u talijanskoj Pescari, francuskim klubovima Lensu i Mulhouseu, nakon osamostaljivanja Republike Hrvatske postao je član Hrvatskog dragovoljca, a igračku karijeru završio je u Mostaru, u svom Zrinjskom.

### Reprezentativna karijera
Baka je bio poznat kao boem, u pravom smislu te riječi, pravila športskog života za njega nisu postojala, često je bježao iz karantena te s priprema za jugoslavensku reprezentaciju, za koju je upisao 26 nastupa i zabio 3 pogotka. Njegova utakmica života za reprezentaciju bila je protiv Italije 1984. godine u kvalifikacijama za Olimpijske igre u Los Angelesu, kada je od 5 pogodaka on postigao 2, a za 2 asistirao. Svi tadašnji nogometni stručnjaci predviđali su mu veliku karijeru, ali njegovo boemstvo i nešportski život su ga u tome spriječili.

## Trenerska karijera
Kasnije je postao uspješan trener kao što je bio i uspješan nogometaš. Bio je izbornik reprezentacije BiH, te je bio na pragu plasiranja na SP 2006. godine u Njemačkoj. Jednu sezonu, 2004./2005., bio je trener splitskoga HNK Hajduka s kojim je bio prvi na ljestvici dok ga 8 utakmica prije kraja te šampionske sezone nije smijenio i naslijedio Igor Štimac. Nakon 5 godina i poraza od reprezentacije Mađarske od 3:1 "Baka" je podnio ostavku na mjesto izbornika reprezentacije BiH i posvetio se samo Zrinjskom u kojem je boravio od 2005. do 2007. godine i s kojim je osvojio jedno treće i jedno drugo mjesto, ali nije ostvario zapažen uspjeh u europskim natjecanjima, gdje je ispao jednom u prvom, a jednom u drugom pretkolu kupa UEFA-e.
U ožujku 2017. godine treći put preuzeo je HŠK Zrinjski Mostar i osvojio je naslov prvaka Premijer lige BiH.

## Zanimljivosti
- Jednom je prigodom nezadovoljan suđenjem na utakmici Premijer lige BiH HNK Orašje – HŠK Zrinjski, 18. travnja 2007. godine, zajedno sa svojom momčadi napustio teren u 83. minuti utakmice kod rezultata 3:2, zbog čega je bio kažnjen s 2500 KM.[5][6]

## Vanjske poveznice
- Slišković, Blaž, Nogometni leksikon